# Capella (kommunhuvudort)
Capella är en kommunhuvudort i Spanien.   Den ligger i provinsen Provincia de Huesca och regionen Aragonien, i den nordöstra delen av landet, 400 km nordost om huvudstaden Madrid. Capella ligger 523 meter över havet och antalet invånare är 386.
Terrängen runt Capella är huvudsakligen kuperad. Capella ligger nere i en dal. Runt Capella är det mycket glesbefolkat, med 6 invånare per kvadratkilometer. Närmaste större samhälle är Graus, 4,9 km väster om Capella. 